# Maarit Kallio
Maarit Katariina Kallio (ur. 8 października 1975) – fińska judoczka. Olimpijka z Sydney 2000, gdzie odpadła w eliminacjach w wadze ekstralekkiej.
Uczestniczka mistrzostw świata w 1999 i 2001. Startowała w Pucharze Świata w latach 1997-2000 i 2005. Sześciokrotna mistrzyni kraju.

## Letnie Igrzyska Olimpijskie 2000
| Konkurencja | Eliminacje              | Klas. końcowa |
| Konkurencja | Przeciwnik I            | Miejsce       |
| ----------- | ----------------------- | ------------- |
| 48 kg       | Adriana Ángeles (MEX) P | I runda       |